# Iritabilitate
Iritabilitatea este o proprietate biologică a organismului. Constă în capacitatea organismului de a recepționa influențele mediului și a răspunde selectiv la aceste influențe printr-o modificare internă difuză, nediferențiată, nespecializată, a întregului organism care se comportă atât ca analizor al informației cât și ca executor al reacției. Proprietatea iritabilității intră în funcție numai la contactul direct cu stimulii necesari vieții organismului. Când o substanță sau o energie acționează asupra unei porțiuni oarecare a organismului se fac modificări biofizice și biochimice care produc excitație care se propagă treptat în întregul organism. Are valoare limitată de orientare a organismului funcționând numai acolo unde condițiile de viață ale mediului sunt omogene, simple și obiectele necesare satisfacerii trebuințelor sunt prezente în cantitate mare și sunt ușor detectabile.
Iritabilitatea este proprietatea individului de a se irita (ușor); starea celui iritabil, irascibilitate.
(Fizilogie) Proprietatea generală a materiei vii de a reacționa la acțiunea anumitor factori externi prin modificarea metabolismului.